# Rascal Jester
AREA310（エリアミト、略称：310）は、日本を本拠地としてeスポーツシーンで活動するプロゲーミングチーム。
旧称は「Rascal Jester」（ラスカルジェスター）。

## 概要
2013年12月10日、League of Legendsのチーム「PeachServer Allstars」が前身であり、「Rascal Jester」に改名・設立された。League of Legends Japan League（LJL）最初期から参加するチームである。初期メンバーはShin "Rainbrain" Iwasaki、Ryo "apaMEN" Odagiri、Yoshiaki "Lillebelt" Koka など。CEOは尾崎健介。

## 略歴
- 2013年
  - 12月10日 - 「Rascal Jester」設立[RJ 1]。
- 2014年
  - 11月 - 「CROOZ」メインスポンサー契約締結、CROOZ Rascal Jesterとして活動開始。
- 2015年
  - 12月 - Counter-Strike: Global Offensive（CS:GO）部門が設立。
- 2016年
  - 3月 - Absoluteの選手が加入、Rascal Jester Absolute（CS:GO部門の第2チーム）が設立[RJ 2]。
  - 4月 - LJLグローバルレギュレーションに則り「CROOZ」とのスポンサー契約終了[RJ 3]。
  - 6月 - MaVeNickの選手が加入、Rascal Jester MaVeNick（オーバーウォッチ部門）が設立[RJ 4]。
  - 7月 - 格闘ゲーマーpekosのサポート開始[RJ 5]。
  - 11月 - CS:GO部門からRascal Jester Absoluteが独立[RJ 6]。
  - 12月 - CS:GO部門活動休止[RJ 7]。
- 2018年
  - 1月 - Buhidou Gamingの選手が加入、PUBG部門設立[RJ 8]。
  - 4月 - オーバーウォッチ部門活動休止[RJ 9]。
  - 4月 - 格闘ゲーマーpekosのサポート終了[RJ 10]。

## 部門

### 活動中の部門
- Rascal Jester・LoL部門（League of Legends）
2013年12月10日、PeachServer Allstarsを前身として設立された[RJ 1]。
  - 2014年

日本国内初のプロリーグである2014 L.J League Winterにおいて優勝[2]。東京ゲームショー2014で行われた2014 L.J League Grand Finalsでは、DetonatioN FocusMeに2-3で惜敗した。
  - 2015年

2015 L.J League Season1、2015 L.J League Season2でともに5位となる。
  - 2016年

LJL 2016 Spring Splitにおいて5位となる。その後、リーグ入れ替え戦となるLJL 2016 Spring Promotion SeriesにおいてSCARZと対決し、2-3で敗北・LJLCSへと降格した[3]。しかし、メンバー変更を経て臨んだLJLCS 2016 Summer Splitでは2位通過し、LJL 2016 Summer Promotion SeriesにおいてBlackEyeに勝利・LJL復帰を遂げた。
  - 2017年

LJL 2017 Spring Splitにおいて4位となる。LJL 2017 Summer Splitでは5位通過のちLJL 2017 Summer Promotion Seriesで再びSCARZと対決、3-2で勝利となり、前年度の雪辱を果たした[4]。
  - 2018年

LJL 2018 Spring Splitを5位通過した後、LJL 2018 Spring Promotion Seriesでプロモーションシリーズ通算3度目となるSCARZ Burning Core（対戦時点でのSCARZのLoL部門）との対決となる。結果は1-3で敗北、2度目のLJLCS降格となった[5]。
  - 2019年

LJLCS廃止となったことにより、LJL 2019 Spring Split、LJL 2019 Summer Splitに出場するが、ともに7位となる。
  - 2020年

LJL 2020 Spring Splitにおいてシーズン4位となり、初のPlayoffに進出。Playoff Round1にてCrest Gaming Actと対決するも、2-3で敗北。続くLJL 2020 Summer Split では新型コロナウイルスの流行による渡航制限の影響により、一部のメイン選手が入国できなくなったため、サブメンバーに変更し挑むことになる。何とか奮戦するも実らず、最下位という結果に終わった。
  - 2021年

メンバーを大幅に変更し、LJL 2021 Spring Splitに臨む。その結果、シーズン2位となりPlayoffに進出。Playoff Round2 にてDetonatioN FocusMeと対決することになるが、1-3で敗北。続くPlayoff Round3にてV3 Esportsと戦うも0-3で敗北し、Spring Split3位となる。LJL 2021 Summer SplitではシーズンでDetonatioN FocusMeと同率1位となるが、タイブレーク戦にて敗北し、シーズン2位としてPlayoffに進出する。Playoff Round2でDetonatioN FocusMeと対決。3-2で勝利し、Springでの雪辱を果す。その後、Summer Playoff Finalsにて再びDetonatioN FocusMeと対決するが、0-3で敗北。Summer Split準優勝となる。
- Rascal Jester・PUBG部門（PLAYERUNKNOWN'S BATTLEGROUNDS）
2018年1月、Buhidou Gamingの選手が加入し、部門設立[RJ 8]。DMM主催のPUBG Japan Series αリーグ Phase1において総合3位、Phase2では総合5位という結果を残している。

### 活動を休止・終了した部門
- Rascal Jester・格闘ゲーム部門（鉄拳）
- Rascal Jester MaVeNick（オーバーウォッチ部門）

2016年6月19日、MaVeNickの選手が加入し、Rascal Jester MaVeNickとして設立。主な戦績はOverwatch Open Division 2017 Season 2 - Japanでの2位など。2018年4月に活動休止を発表した。
- Rascal Jester・CS:GO部門（Counter-Strike: Global Offensive）
  - Rascal Jester

2015年12月に部門設立。「CROOZ Rascal Jester」として第1回日本eスポーツ選手権で優勝。2016年12月に活動休止を発表した。
- - Rasal Jester Absolute

2016年3月、Absoluteの選手が加入し、Rasal Jester Absoluteとして設立。WESG 2016 日本予選でCipangu.GOとDeToNatorを下し、WESG 2016 APAC Finalsに出場した。11月に独立。

## 在籍選手
2022年1月29日現在
Rascal Jester・LoL部門（League of Legends）
| プレイヤー名               | 名前              | 役割       |
| -------------------------- | ----------------- | ---------- |
| Ino（アイノ）              | Fumiya Aino       | トップ     |
| hachamecha（ハチャメチャ） | Dai Takai         | ジャングル |
| Recap（リキャップ）        | Norifumi Yamazaki | ミッド     |
| Ssol（ソウル）             | Seo Jin-sol       | ADC        |
| Secret（シークレット）     | Park Ki-sun       | サポート   |
|                            |                   |            |
| VicaL（バイカル）          | Kim Sun-mook      | コーチ     |

Rascal Jester・PUBG部門（PLAYERUNKNOWN'S BATTLEGROUNDS）
| プレイヤー名            | 役割         |
| ----------------------- | ------------ |
| Wesker（ウェスカー）    | 選手         |
| KIMGONI                 | 選手         |
| Vuelo（ブエロ）         | 選手         |
| Tea9                    | 選手         |
|                         |              |
| BILLON（ビロン）        | マネージャー |
| ロン                    | アナリスト   |
| MUSHAMARU（ムシャマル） | ストリーマー |

## スポンサー・パートナー
- スポンサー
  - GALLERIA（株式会社サードウェーブ）
  - ドスパラ（株式会社サードウェーブ）
  - Yeah!（株式会社S.K.Partners）
- パートナーシップ
  - Twitch

### Rascal Jester公式
1. 1 2 3 4  “RASCAL JESTERとして活動を開始しました!”. rascaljester.com.   Rascal Jester. 2018年12月27日閲覧。
2. 1 2  @RascalJester/ (2016年3月19日). "【お知らせ】当チームはCSGO部門にて、日本eスポーツ選手権 決勝戦を戦った、チーム"Absolute"が加入いたします。". X（旧Twitter）より2018年12月27日閲覧。
3. ↑  “CROOZ社とのスポンサー契約終了のお知らせ”. rascaljester.com. 2018年5月28日閲覧。
4. 1 2  “Overwatch部門設立のお知らせ”. rascaljester.com. 2018年5月28日閲覧。
5. ↑  “格闘ゲームプレイヤーpekos（ぺこス）のサポートを開始”. rascaljester.com. 2018年5月28日閲覧。
6. 1 2  “CS:GO Absolute独立のお知らせ”. rascaljester.com. 2018年5月28日閲覧。
7. 1 2  “CS:GO部門、活動休止のお知らせ”. rascaljester.com. 2018年5月28日閲覧。
8. 1 2  “PLAYERUNKNOWN’S BATTLEGROUNDS（PUBG）部門設立のお知らせ”. rascaljester.com. 2018年5月28日閲覧。
9. 1 2  “Overwatch部門 RJ MaVeNick活動休止のお知らせ”. rascaljester.com. 2018年5月28日閲覧。
10. ↑  “格闘ゲーム部門pekos選手契約満了のお知らせ”. rascaljester.com. 2018年5月28日閲覧。
11. ↑  “TEAMS”. rascaljester.com. 2019年1月24日閲覧。